# Nina Fellman
Nina Fellman, född 16 december 1964, är en åländsk journalist och politiker. Hon är ledamot av Ålands lagting, den regionala lagstiftaren i Åland, som är en självstyrande region i Finland. Fellman är socialdemokrat och har varit medlem av den lagstiftande församlingen sedan december 2019.

## Biografi
Fellman föddes den 16 december 1964. Hon har en magisterexamen i filosofi från Kungliga Akademien i Åbo och är journalist. Hon var chefredaktör för Nya Åland under många år. Hon ställde upp i valet till Ålands lagting hösten 2015 och kom in. I och med den efterföljande regeringsbildningen blev hon kansli- och kommunminister.Hon är ledamot av kommunfullmäktige i Mariehamn och styrelseledamot i Ålands fredsinstitut.
Idag sitter Fellman i Ålands Lagting som gruppledare för den socialdemokratiska gruppen.  
Fellman var tidigare gift med Robert Jansson och de har fyra barn tillsammans. Hon bor i Mariehamn.